# Mateo Alemán

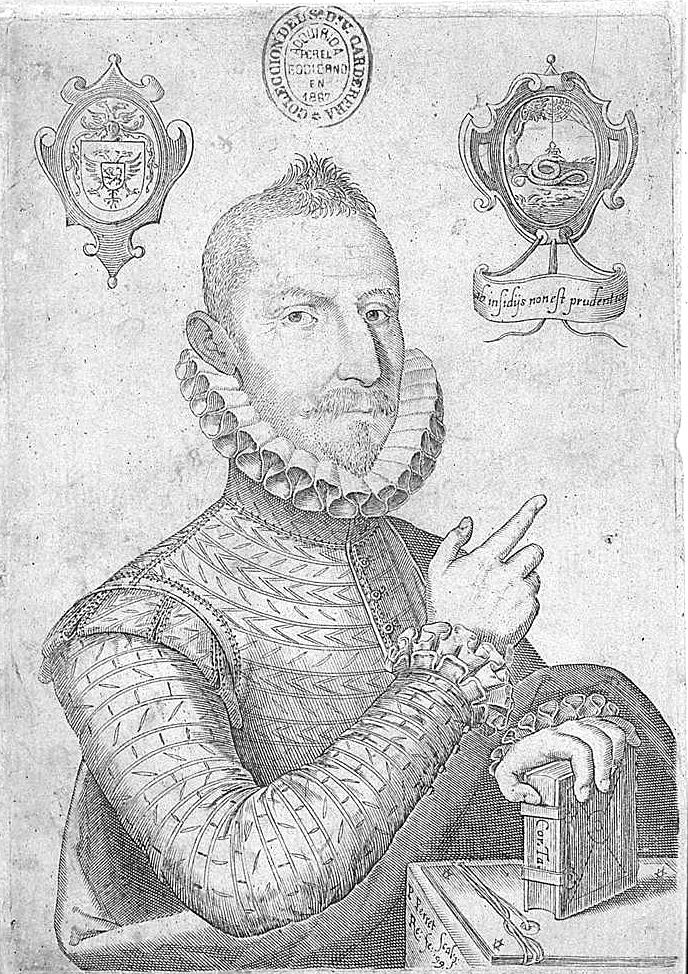
Mateo Alemán.

Mateo Alemán. född 1547 i Sevilla, död omkring 1614 i Mexiko, var en spansk författare.

## Biografi
Alemán blev berömd genom sin "levnadsbeskrivning" över Guzmán de Alfarache, en pikareskroman, vars första del kom ut 1599 och som hade en oerhörd framgång. Hjältens skiftande öden berättas med liv och skicklighet, och boken ger en god inblick i dåtidens seder och samhällsförhållanden.
Ekonomiska transaktioner renderade honom emellertid två vistelser i gäldstugan. Utfattig emigrerade han till Mexiko 1608.